# Сурдопереводчик

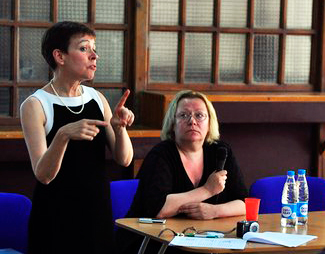
Переводчики ЖЯ — Дебра Рассел, Канада (слева) и Анна Комарова (1962—2022), Россия

Сурдоперево́дчик (от фр. sourd — глухой) — лицо, владеющее жестовым языком и осуществляющее перевод на жестовый язык с какого-либо национального языка или наоборот.
В мире насчитывается несколько десятков жестовых языков и их диалектов. В стране с единым словесным языком может сформироваться несколько жестовых. И наоборот, одна система жестов может использоваться на территории, где применяются различные словесные языки. Для упрощения общения людей из разных стран экспертами Международной федерации глухих был разработан международный язык жестов жестуно.
В «Общероссийском классификаторе должностей рабочих и служащих» до 1995 года эта специальность обозначалась как переводчик-дактилолог. Дактилология (от греч. daktylos — палец и logos — слово, речь) — язык общения на основе дактильной азбуки. В нём каждая буква воспроизводится отдельно. Как правило, дактильно произносят лишь имена собственные и слова, которым нет аналогов в иностранных языках.
Исследование Рочестерского технологического института показало, что профессия сурдопереводчика подвержена высокому риску эргономических травм.

### История профессии в России
Впервые представители профессии, которых тогда называли «Читчики жестов», объединились в гильдию при императрице Марии Федоровне, супруге Павла I. Она основала первое сурдопедагогическое заведение в Павловске в декабре 1806 года. По её приглашению в Россию прибыли европейские учителя, заложившие основу отечественной сурдопедагогики (основанной на французских методиках).
В 1926 году было создано Всероссийское общество глухих (ВОГ). Жестовые языки различных советских республик имели одну лексическую основу, но различались артикуляцией.
Профессия сурдопереводчика долго не признавалась полноценной специальностью. Лишь в 1992 году по ходатайству Центрального правления ВОГ министерством труда РФ она была внесена в тарифно-квалификационный справочник.
В 2003 году была создана Всемирная ассоциация сурдопереводчиков (WASLI), одной из важнейших целей которой является поддержка и развитие сотрудничества между сурдопереводчиками, а также обмен лучшими практиками сурдоперевода.

### Сурдоперевод на телевидении
Впервые программа с сурдопереводом вышла на телевидении СССР 11 января 1987 года, это была новостная программа «Время».
С 1988 года с сурдопереводом транслировали и другие популярные программы тех лет, «Клуб путешественников», «В мире животных», «Здоровье».
В 1991 году сурдоперевод появился на 1-м канале Останкино в «Новостях».
В 1995 году с сурдопереводом в эфир выходила телеигра «Что? Где? Когда?». На ОРТ сурдоперевод просуществовал в информационных выпусках «Новостей» до 18 ноября 2001 года, после чего 19 ноября был заменён бегущей строкой. До 2003 года там же осуществлялся сурдоперевод в повторах программ «Жди меня», «Человек и закон» и на некоторых роликах политической рекламы.
В Татарстане, с разрешения студии «Союзмультфильм», «Академия открытых коммуникаций» осуществила перевод на жестовый язык мультфильма «Малыш и Карлсон». В планах перевод мультфильма «Простоквашино». Также идёт работа над уникальным мультфильмом «Степные против городских» — герои ленты будут разговаривать на языке жестов. А «Союзмультфильм» планирует выпуск ещё пяти мультфильмов с сурдопереводом.
С 1 июня 2020 года сурдоперевод присутствует в вечерних выпусках новостей на телеканале «Москва 24».
24 июня 2020 года на канале ОТР был показан парад Победы с использованием сурдоперевода.
С 15 августа 2022 года на канале ОТР начало вещания программ с сурдопереводом.

### Дикторы-сурдопереводчики

#### Сурдопереводчики «Вторая программа ЦТ СССР», «1-й канал Останкино», «ОРТ»
- Юлия Дятлова (Болдинова) (1956)
- Татьяна Оганес (1957)
- Татьяна Бочарникова
- Людмила Левина (последний телевизионный сурдопереводчик, который начал работу на телевидении через 8 лет после распада СССР)
- Людмила Овсянникова
- Варвара Ромашкина
- Ирина Рудометкина

##### Умершие
- Тамара Львова
- Ирина Агаева (1956—1989)
- Майя Гурина (1946—1996)
- Надежда Квятковская (1928—2011)
- Татьяна Котельская (1946—2011)
- Вера Хлевинская (1945—2025)

#### Сурдопереводчики телеканала «ОТР»
- Светлана Горобченко
- Ирина Егорова
- Светлана Елисеева
- Мария Зизина
- Ольга Иванова
- Лариса Истомина
- Варвара Ромашкина
- Маргарита Старцева
- Виктория Бакунова
- Дарья Шарафаненко

#### Сурдопереводчики телеканала «Москва-24»
- Мария Измайлова
- Ростислав Ушаров (уволился осенью 2022 года)
- Дарья Каменская
- Ольга Тесло

#### Сурдопереводчики телеканала «Ностальгия»
- Ольга Тесло (уволилась летом 2023 года)

### Обязанности сурдопереводчика
- Обеспечение коммуникации клиента с представителями государственных и негосударственных структур (врачом, нотариусом, работником банка и тому подобное)
- Перевод теле- и радиопередач, фильмов
- Перевод телефонных разговоров
- Организация общения на предприятиях (постановка заданий, инструктаж, решение текущих вопросов)
- Синхронный перевод выступлений, семинаров, лекций
- Обеспечение коммуникации во время проведения общественных, культурных или спортивных мероприятий (сурдопереводчиков можно увидеть даже на рэп-выступлениях[11])

## Профессиональный праздник
Сурдопереводчики отмечают день своей профессии 31 октября. Он учрежден по инициативе Центрального правления Всероссийского общества глухих с целью обратить внимание общества на проблемы глухих.